# 文恭王后
文恭王后（문공왕후，?—?）朴氏，昇州人，是高丽王朝三重大匡朴英規的女兒，也是東山院夫人的妹妹，文成王后的姐姐。
朴氏嫁給高麗定宗王堯，謚号文恭王后，葬安陵，祔定宗廟。高麗穆宗五年（1002年）四月加淑節，高麗顯宗五年（1014年）三月加孝慎，十八年（1027年）四月加景信，後又加宣穆順聖，高麗文宗十年（1056年）十月加貞惠，高麗高宗四十年（1253年）十月加安淑。全称淑節孝慎景信宣穆順聖貞惠安淑文恭王后。

## 家族
- 外祖父：甄萱
  - 父：朴英規
  - 母：百济甄氏
    - 姐：高丽太祖东山院夫人
    - 妹：文成王后
    - 夫：高麗定宗王堯

## 电视剧
- 《帝国的早晨》洪莉娜扮演文恭王后